# Stodderkonge
Stodderkonge eller stodderfoged var i 16.-18. tallet betegnelsen for en person der var udpeget af politimyndigheden, oftest uden selv at være betjent, til at have opsynet med tiggerne i en by (eller et byområde i de større byer). Kun tiggere med tiggertegn måtte tigge, og det var stodderfogedens ansvar at de der tiggede uden tilladelse blev jaget ud af byen eller om nødvendigt anbragt til at arbejde i det nærmeste tugthus.
Stodderkongerne var generelt upopulære, da tiggere blev anset som stakler der ikke kunne ernære sig på anden måde. Desuden var der eksempler på stodderkonger, der sammen med de stærkeste blandt tiggerne i et område, dannede en gruppe der holdt andre tiggere ude. Tiggerne i gruppen betalte stodderkongen af deres indtægt mod at han ikke bortjagede eller angav dem.
Stodderkongens opgaver blev senere overført til politimyndigheden selv, og Stodderkongens særlige funktion bortfaldt de fleste steder fra slutningen af det 18. århundrede.
I nyere tid har ordet fået en ny betydning, i det der blandt de danske vagabonder hvert år vælges en stodderkonge i forbindelse med Egeskov marked. En af stodderkongens pligter er at holde justits blandt vagabonderne og afgøre tvister.

## Stodderkonger i Norge
Også i Norge har man haft stodderkonger eller "Fantefuter" fra tidlig i det 17. århundrede. I ældre kongelige bestemmelser kaldes de stodderfogder, således i reskript af 24. november 1741. Fattiganordningerne fra det 18. århundrede benævner dem bygdevægtere.
De skulle da antages af fogden eller fattigkommissionen blandt "skikkelige Husmænd eller andre, som dertil kunde faaes," og lønnes af bygden "som sædvanlig har været", eller af fattigkassen.
Fattigloven for Norge af 20. september 1845 tillod ansættelse af fattigvægtere; de senere fattiglove har ingen bestemmelse om bygdevægtere eller fattigvægtere, men der fandtes endnu i starten af 1900-tallet bygdevægtere i flere landkommuner. De ansattes af herredsstyret, som også udfærdigede instruks for dem. Som i ældre tid havde de til opgave at holde bygden fri for fanter, dvs landstrygere og mistænkelige personer og at yde fattigvæsenet hjælp ved spørgsmål om understøttelse af folk, som rejste omkring for at søge arbejde. I reglen fik de af politimesteren tildelt politimyndighed.